# Diplonemea
Diplonemea — клас одноклітинних джгутикових типу евгленові, який налічує єдиний ряд Diplonemida. Морські гетеротрофні організми, поширені в Світовому океані, переважно вільноживучі (окрім Rhynchopus coscinodiscivorus, внутрішньоклітинного паразита діатомових водоростів).
Клітини диплонемід мають видовжену овальну форму, несуть 2 короткі джгутики кожна. У кожній клітині знаходиться єдина мітохондрія, практично позбавлена крист. При цьому в ній знаходиться надзвичайно велика кількість мітохондріальної ДНК. Диплонеміди мають надзвичайно складну систему транскрипції мітохондріальних РНК.

## Різноманіття
На 2018 рік були відомі лише 3 роди з 10 видами, проте дослідження ДНК з навколишнього середовища, проведені в 2010-х роках, передбачають наявність великого різноманіття диплонем, які можуть бути 3-ю групою морських евкаріот за генетичним різноманіттям та 6-ю за розмірами популяцій.
До класу традиційно вміщували єдину родину Диплонемові з 2 родами: Diplonema і Rhynchopus.
Утім молекулярно-філогенетичні дослідження 2015 року також виявили близькість до описаних двох родів виду Hemistasia phaeocysticola, виділеного до родини Hemistasiidae. Надалі були описані інші представники цієї родини.
Також кладу диплонемід, описану за аналізом глибоководної пелагічної ДНК було виділено до окремої родини Eupelagonemidae.